# Barry Seal
Barry Seal, właściwie Adler Berriman Seal (ur. 16 lipca 1939 w Baton Rouge, zm. 19 lutego 1986 tamże) – amerykański pilot, przemytnik narkotyków i diler, który pracował dla kartelu z Medellín.

## Życiorys
Barry Seal był zawodowym pilotem. Zaczął latać jako piętnastolatek. 
W 1961 roku został zatrudniony jako pilot TWA. Był tam najmłodszym pilotem Boeinga 707, a później najmłodszym pilotem Boeinga 747. W 1972 roku został zwolniony po tym, jak aresztowano go za transportowanie broni dla przeciwników Fidela Castro na Kubie.
Był również weteranem z Wietnamu.

### Przemyt narkotyków
Gdy stracił licencję pilota i nie mógł znaleźć legalnej pracy, w 1981 roku zgłosił się do kartelu z Medellín z propozycją zorganizowania profesjonalnej floty lotniczej służącej do przemytu kokainy z Kolumbii do Stanów Zjednoczonych. Kartel go zatrudnił. Seal pracował całkowicie niezależnie, samodzielnie organizując wszystkie transporty. Znał wiele sposobów na oszukanie radarów, policji oraz DEA. Dysponował sprzętem szyfrującym przekazy radiostacji (podobny miała wyłącznie CIA). Nieustannie zmieniana sieć tajnych lądowisk w Stanach Zjednoczonych zapewniała sukces każdej operacji. Za jeden transport Seal dostawał średnio milion dolarów w gotówce.

### Współpraca z Amerykanami
W 1984 roku na Florydzie, Seal został przyłapany przez DEA na przemycaniu narkotyków. Chcąc uniknąć kary sześćdziesięciu lat więzienia, zaproponował układ polegający na zmniejszeniu kary w zamian za wydanie szefów kartelu. Przystano na tę propozycję. Seal miał kontynuować loty do Kolumbii oraz na Karaiby i jednocześnie zbierać dowody przeciwko kartelowi. Następne zlecenie od kartelu obejmowało polecenie zorganizowania przerzutu 10 ton pasty kokainowej z Boliwii i Peru do nowych laboratoriów w Nikaragui, a następnie gotowego narkotyku do Stanów Zjednoczonych. DEA pożyczyła Sealowi samolot C-123, naszpikowany przez CIA ukrytymi kamerami oraz satelitarnymi lokalizatorami.
Kiedy Seal wylądował w Nikaragui, pojawili się wszyscy szefowie kartelu oraz członkowie rządu Nikaragui. Zdjęcia, wykonane wówczas przez szpiegowski sprzęt, były dowodem współpracy sandinistów z mafią i zostały opublikowane przez liczne amerykańskie dzienniki. W rezultacie sandiniści wycofali się z interesów z kartelem z Medellín, a Escobar wyznaczył nagrodę pół miliona dolarów za głowę Barry’ego Seala lub milion za przywiezienie go żywego do Kolumbii.

### Śmierć
W zamian za współpracę z Amerykanami, Seal został skazany na łagodną karę sześciu miesięcy prac publicznych, którą odbywał w magazynie Armii Zbawienia w Baton Rouge w Luizjanie. Odmówił przystąpienia do programu ochrony świadków, ponieważ był przekonany, że kartel nigdy go nie znajdzie.
19 lutego 1986 roku w miejscu, gdzie Seal odpracowywał karę, został zaskoczony przez trzech kolumbijskich płatnych morderców i zastrzelony z pistoletu maszynowego MAC. Kolumbijscy zamachowcy byli częścią sześcioosobowej ekipy przysłanej przez kartel z Medellín. 27 marca 1987 roku zabójcy stanęli przed sądem, a następnie Luis Carlos Quintero-Cruz (strzelający), Miguel Velez i Bernardo Antonio Vasquez zostali uznani za winnych morderstwa pierwszego stopnia oraz skazani na karę dożywotniego pozbawienia wolności za zabójstwo Barry’ego Seala.
Seal został pochowany na cmentarzu Greenoaks Memorial Park w Baton Rouge.

## Kultura popularna
W 1991 roku nakręcono film Kokainowy gliniarz (ang. Double-Crossed), opowiadający o życiu Barry’ego Seala. Odtwórcą postaci Seala był Dennis Hopper.
W 2017 roku odbyła się premiera filmu Barry Seal: Król przemytu. Tym razem w rolę Seala wcielił się Tom Cruise.